# Список дипломатических миссий Азербайджана

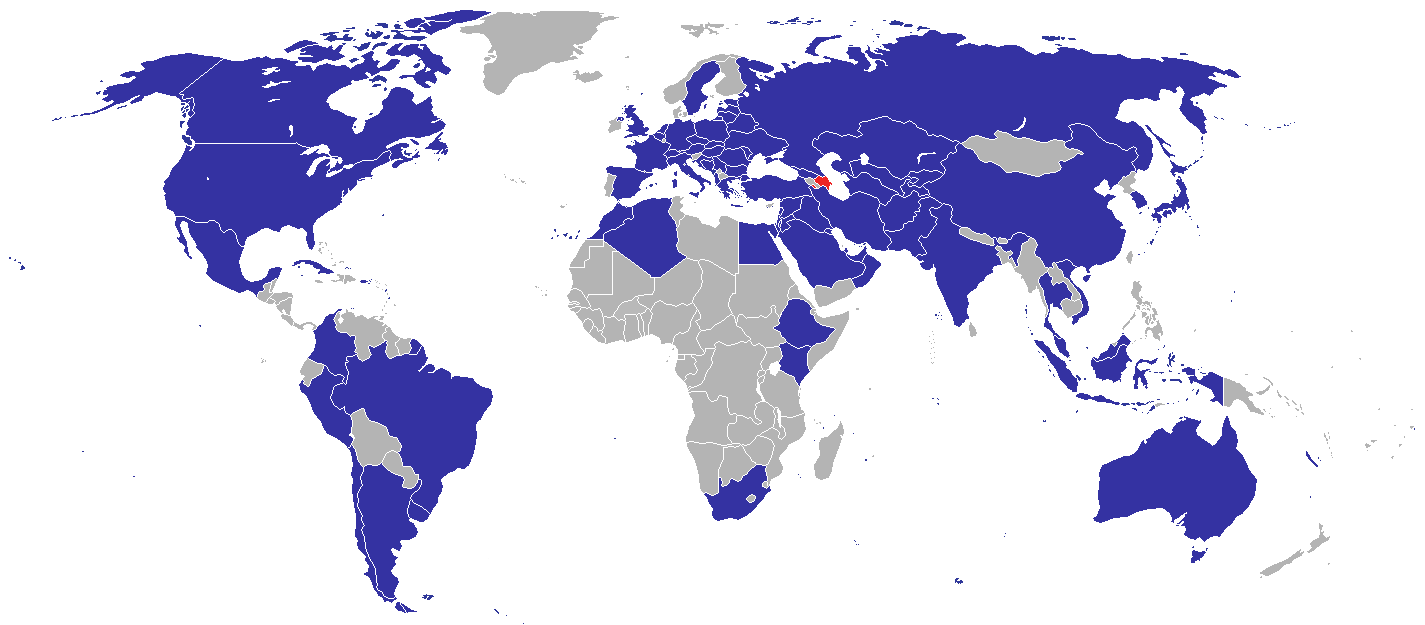
Карта дипломатических миссий Азербайджана в мире

Это список дипломатических миссий Азербайджана. Азербайджан имеет ряд дипломатических представительств в Европе, Азии, на Ближнем Востоке, в некоторых странах Африки и Америки. Азербайджан не имеет дипломатических отношений с Арменией из-за карабахского конфликта.
Первый дипломатический орган Азербайджана, Министерство иностранных дел, был создан в 1918 году, после провозглашения независимости Азербайджанской Демократической Республики. Первым министром иностранных дел АДР был назначен Мамед Гасан Гаджинский. Парламент направил дипломатическую делегацию в Османскую империю, и таким образом Турция стала первой страной, признавшей независимость Азербайджана, за ней последовал Иран. Азербайджан был представлен на Парижской мирной конференции 1919 года. 
В 1920 году, после установления советской власти, Азербайджан был преобразован в союзную республику в составе СССР.  После распада Советского Союза в 1991 году, Азербайджан вновь обрел независимость и установил двусторонние отношения с другими странами. Сегодня Азербайджан имеет более 70 посольств и консульств по всему миру.
В списке представлены посольства, дипломатические представительства и консульские учреждения Азербайджанской Республики по состоянию на 2022 год.

## Посольства

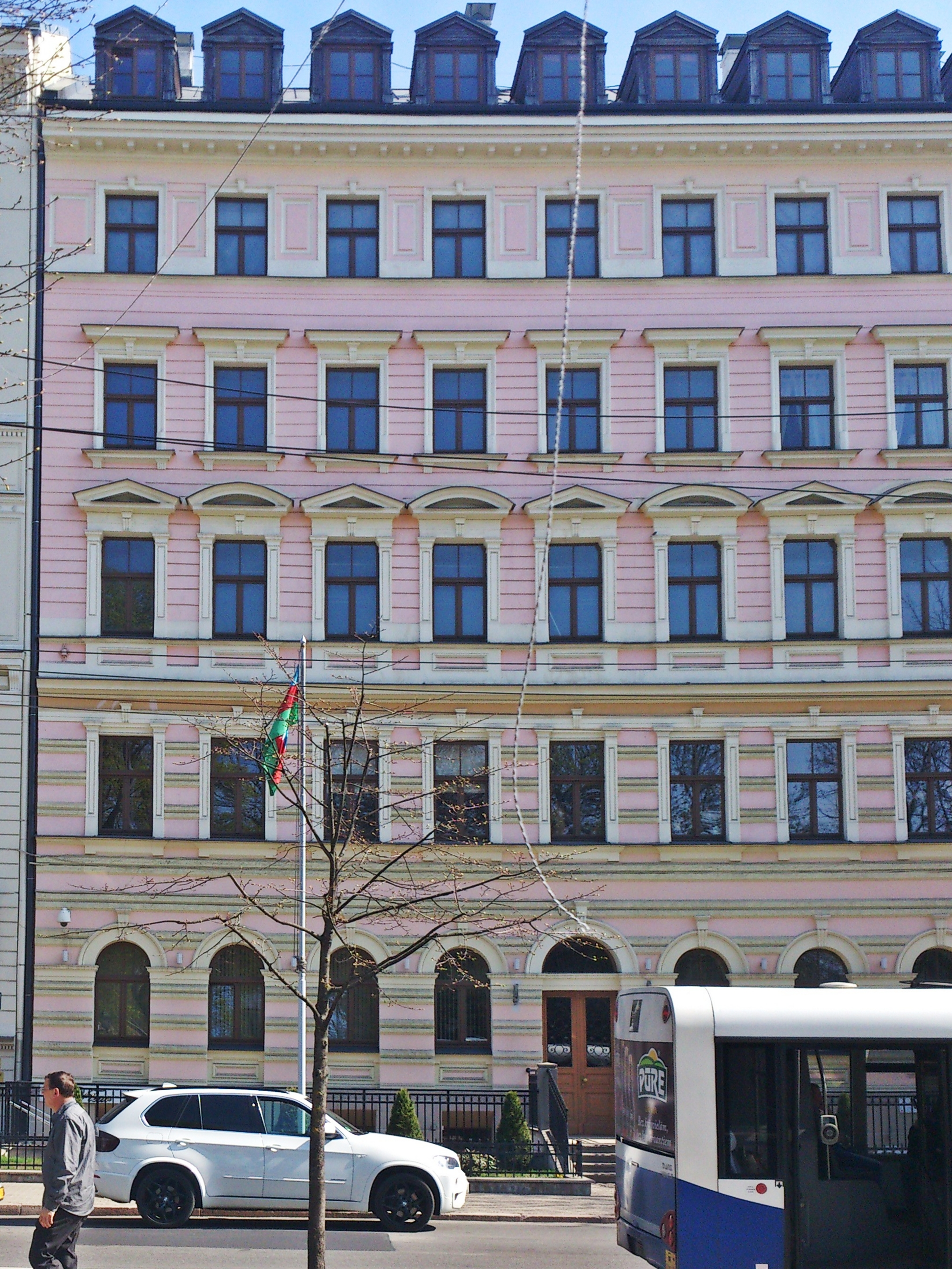
Посольство Азербайджана в Риге

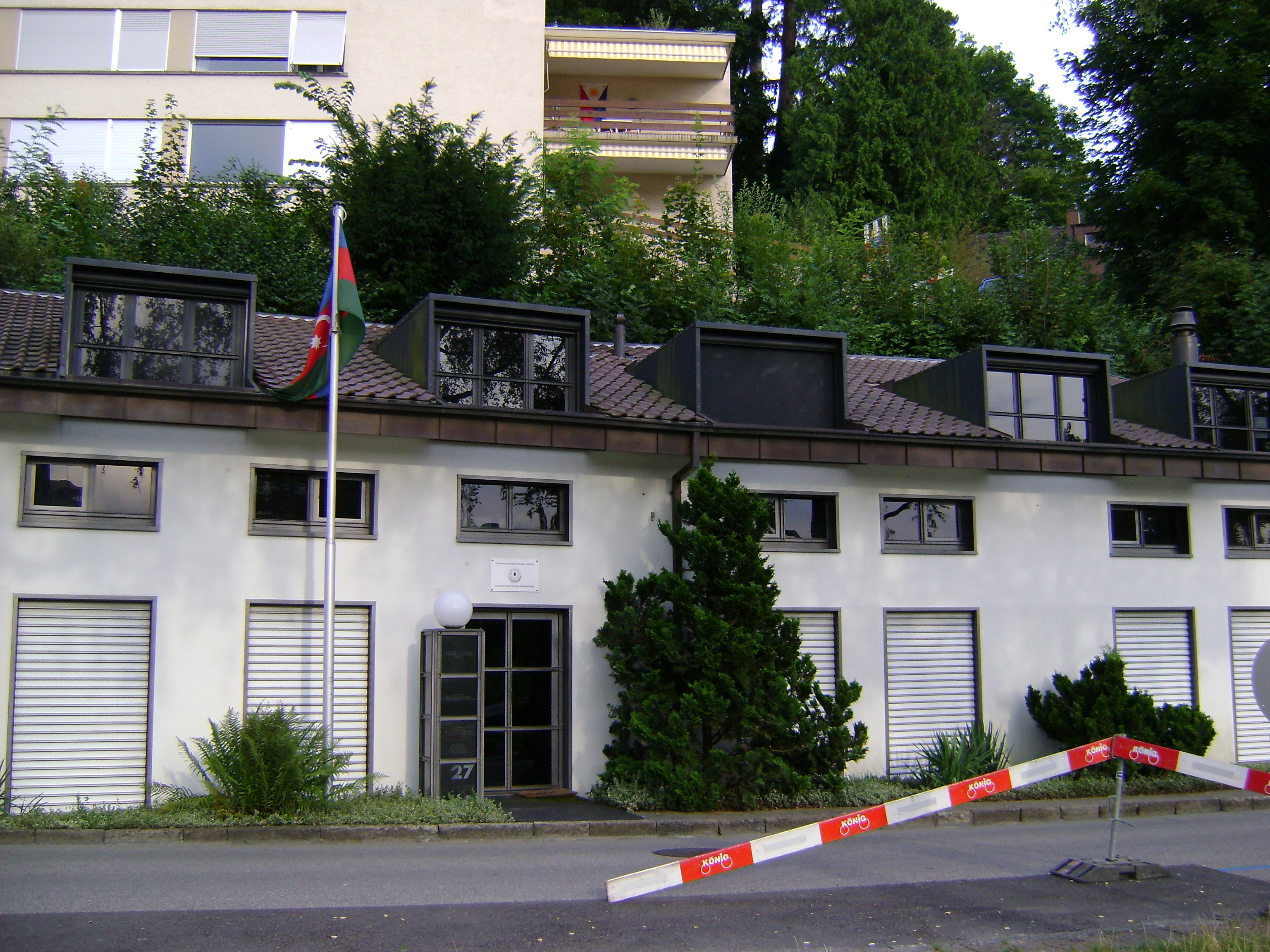
Посольство Азербайджана в Берне

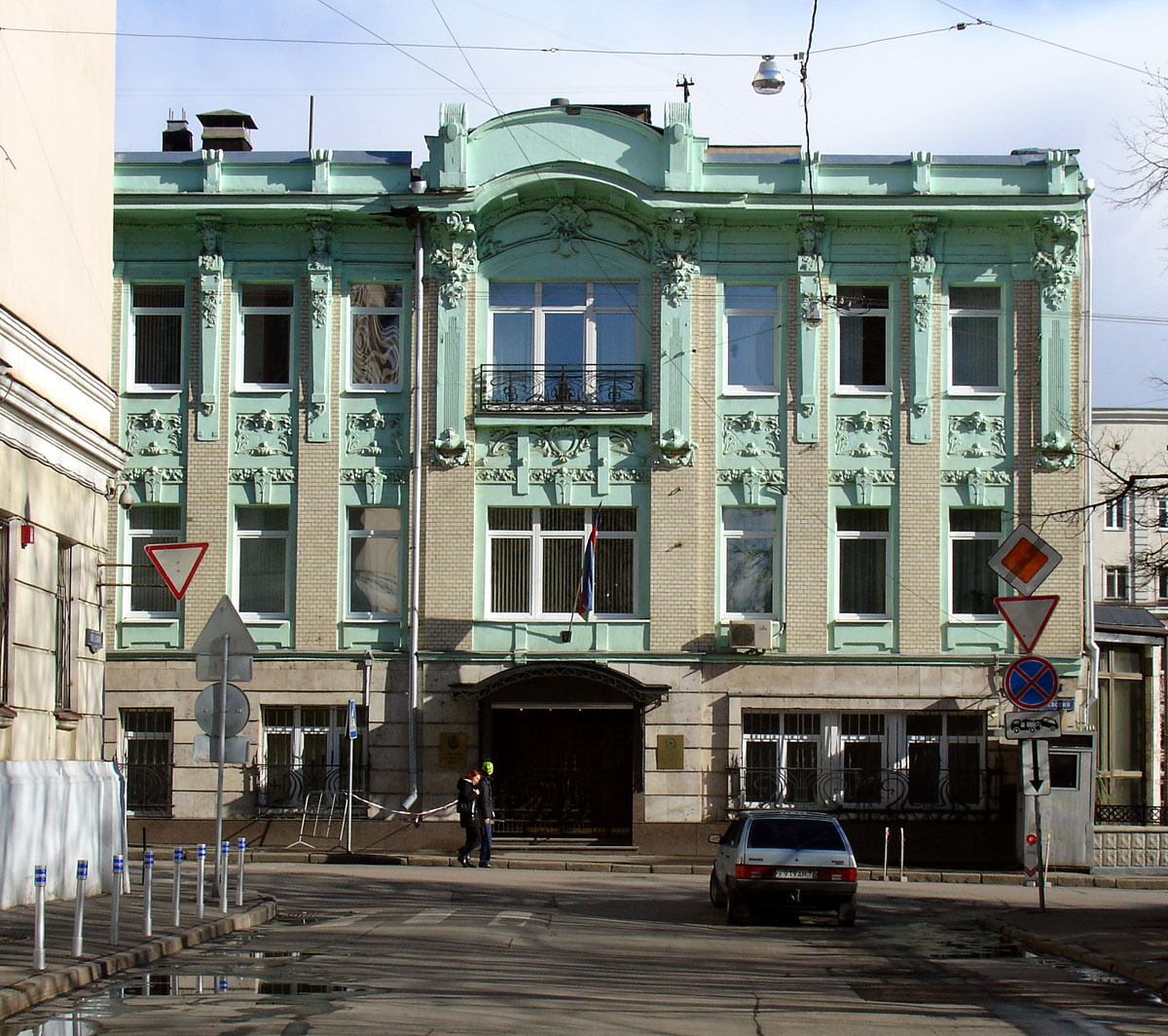
Посольство Азербайджана в Москве

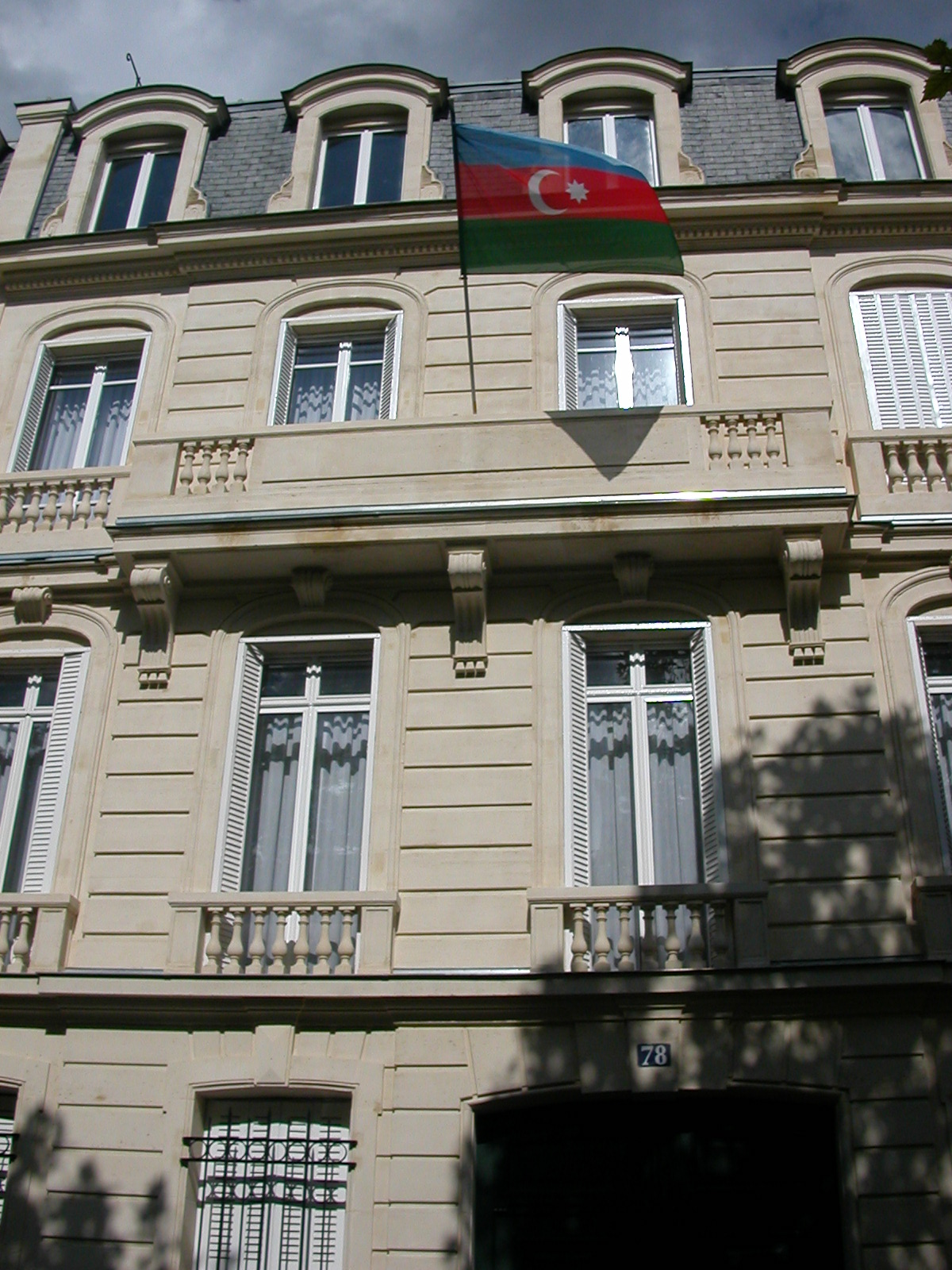
Посольство Азербайджана в Париже

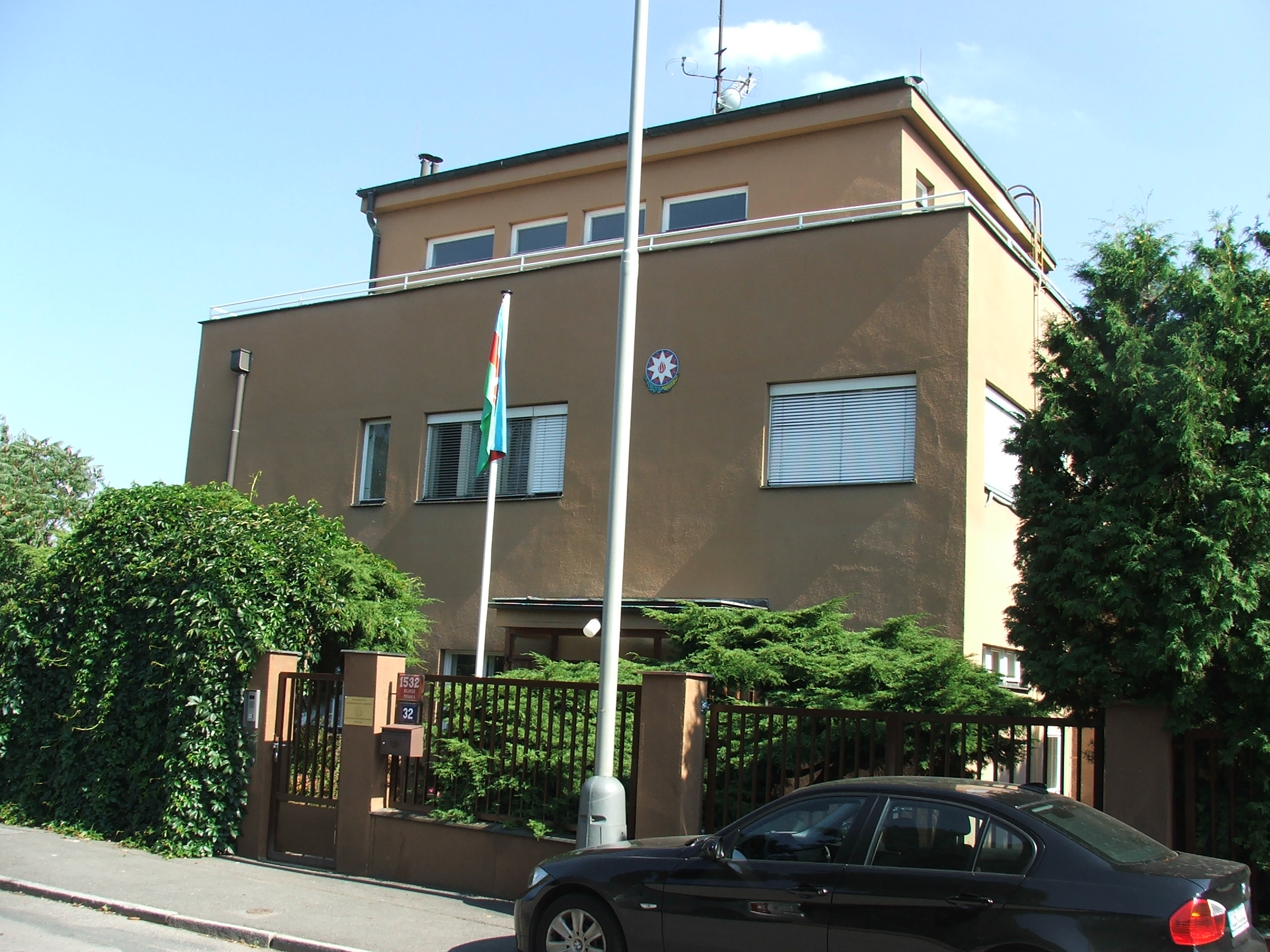
Посольство Азербайджана в Праге

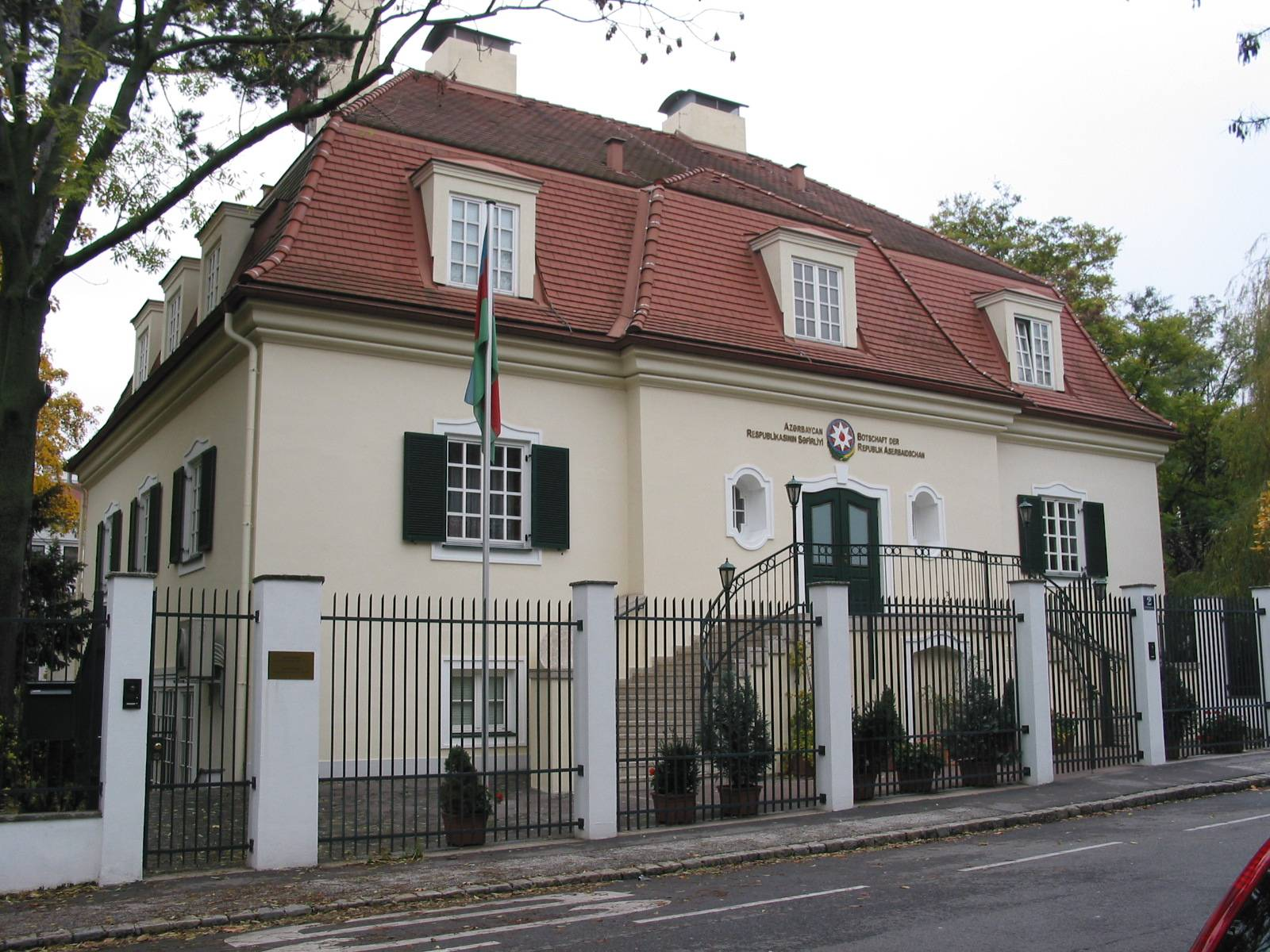
Посольство Азербайджана в Вене

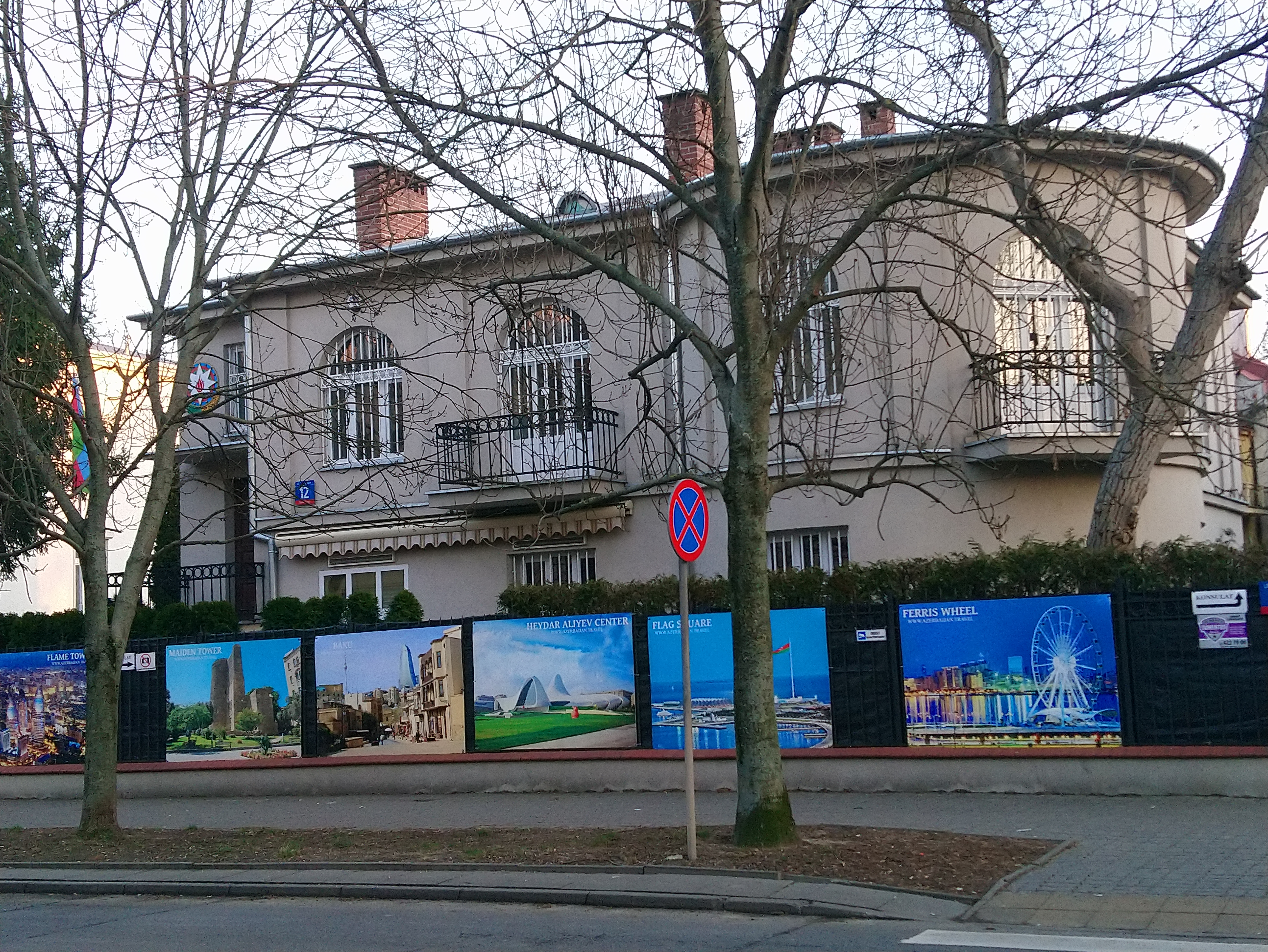
Посольство Азербайджана в Варшаве

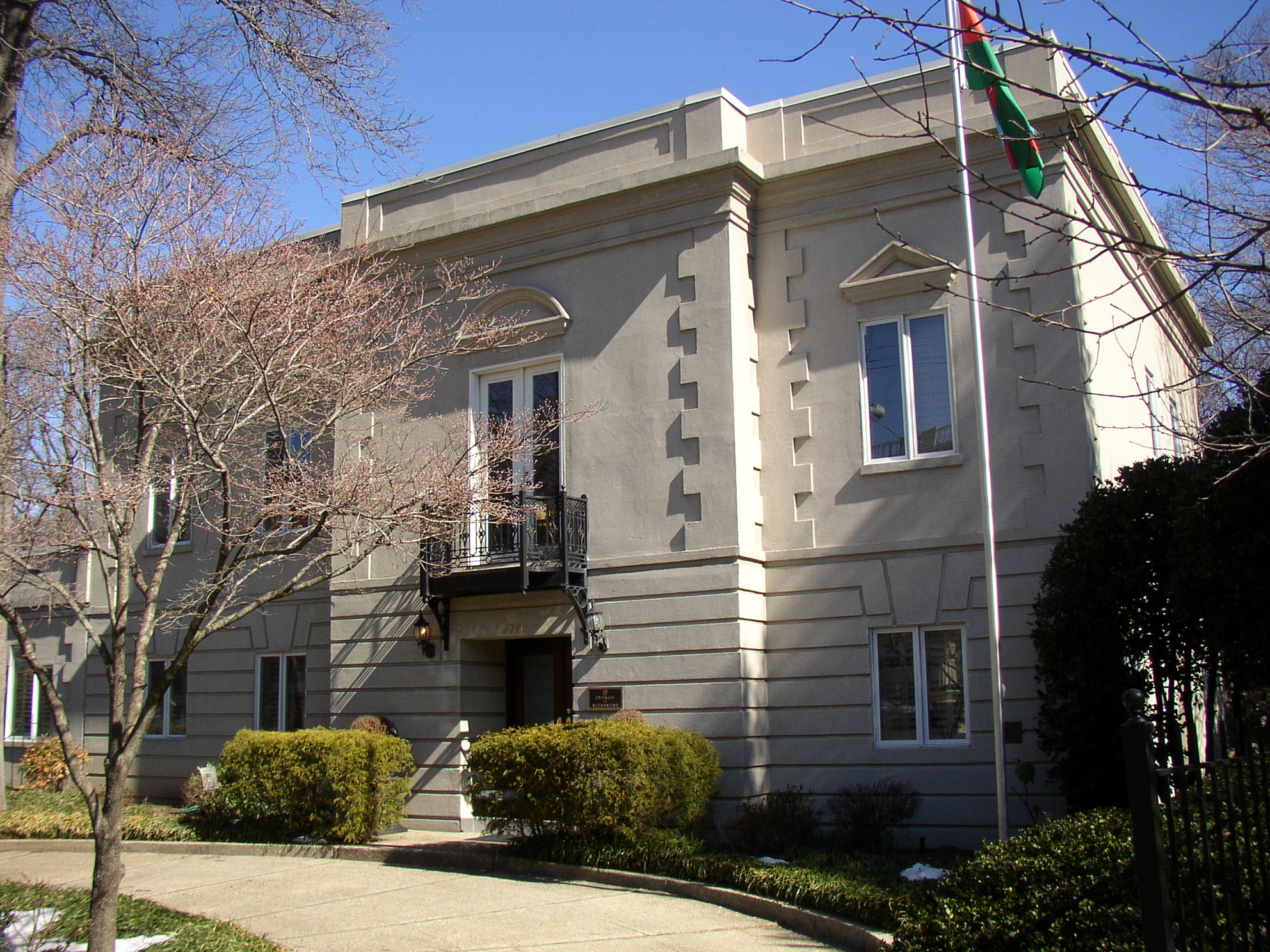
Посольство Азербайджана в Вашингтоне

| №  | ГОСУДАРСТВО- ПРЕБЫВАНИЯ | МЕСТОНАХОЖДЕНИЕ МИССИИ | ТИП               | ГЛАВА                                   |
| -- | ----------------------- | ---------------------- | ----------------- | --------------------------------------- |
| 1  | Австралия               | Канберра               | Посольство        | Рамиль Гурбанов (Поверенный в делах)    |
| 2  | Австрия                 | Вена                   | Посольство        | Ровшан Садыгбейли                       |
| 3  | Алжир                   | Алжир                  | Посольство        | Турал Рзаев                             |
| 4  | Аргентина               | Буэнос-Айрес           | Посольство        | Рамзи Теймуров                          |
| 5  | Беларусь                | Минск                  | Посольство        | Ульви Бахшалиев                         |
| 6  | Бельгия                 | Брюссель               | Посольство        | Вагиф Садыгов                           |
| 7  | Болгария                | София                  | Посольство        | Гусейн Гусейнов                         |
| 8  | Босния и Герцеговина    | Сараево                | Посольство        | Вилаят Гулиев                           |
| 9  | Бразилия                | Бразилиа               | Посольство        | Рашад Новруз                            |
| 10 | Великобритания          | Лондон                 | Посольство        | Элин Сулейманов                         |
| 11 | Венгрия                 | Будапешт               | Посольство        | Таир Тагизаде                           |
| 12 | Вьетнам                 | Ханой                  | Посольство        | Шовги Мехтизаде                         |
| 13 | Германия                | Берлин                 | Посольство        | Насими Агаев                            |
| 14 | Греция                  | Афины                  | Посольство        | Анар Гусейнов                           |
| 15 | Грузия                  | Тбилиси                | Посольство        | Фаиг Гулиев                             |
| 16 | Египет                  | Каир                   | Посольство        | Эльхан Полухов                          |
| 17 | Индия                   | Нью-Дели               | Посольство        | Ашраф Шихалиев                          |
| 18 | Индонезия               | Джакарта               | Посольство        | Рамиль Рзаев                            |
| 19 | Иордания                | Амман                  | Посольство        | Эльдар Салимов                          |
| 20 | Ирак                    | Багдад                 | Посольство        | Насир Мамедов (Поверенный в делах)      |
| 21 | Иран                    | Тегеран                | Посольство        | Али Ализада                             |
| 22 | Испания                 | Мадрид                 | Посольство        | Рамиз Гасанов                           |
| 23 | Италия                  | Рим                    | Посольство        | Рашад Асланов                           |
| 24 | Казахстан               | Астана                 | Посольство        | Агалар Атамогланов                      |
| 25 | Канада                  | Оттава                 | Посольство        | Васиф Абуталибов (Поверенный в делах)   |
| 26 | Катар                   | Доха                   | Посольство        | Махир Алиев                             |
| 27 | Кыргызстан              | Бишкек                 | Посольство        | Латиф Гандилов                          |
| 28 | Китай                   | Пекин                  | Посольство        | Акрам Зейналлы                          |
| 29 | Колумбия                | Богота                 | Офис              | Эльнур Искандеров (Первый секретарь)    |
| 30 | Республика Корея        | Сеул                   | Посольство        | Рамин Гасанов                           |
| 31 | Куба                    | Гавана                 | Посольство        | Руслан Рзаев                            |
| 32 | Кувейт                  | Кувейт                 | Посольство        | Эмиль Керимов                           |
| 33 | Латвия                  | Рига                   | Посольство        | Эльнур Султанов                         |
| 34 | Ливан                   | Бейрут                 | Посольство        | Самед Гасанов                           |
| 35 | Литва                   | Вильнюс                | Посольство        | Тамерлан Гараев                         |
| 36 | Малайзия                | Куала-Лумпур           | Посольство        | Ирфан Давудов                           |
| 37 | Марокко                 | Рабат                  | Посольство        | Назим Самедов                           |
| 38 | Мексика                 | Мехико                 | Посольство        | Мамед Талыбов                           |
| 39 | Молдова                 | Кишинёв                | Посольство        | Гудси Османов                           |
| 40 | Нидерланды              | Гаага                  | Посольство        | Рахман Мустафаев                        |
| 41 | ОАЭ                     | Абу-Даби               | Посольство        | Эльчин Багиров                          |
| 42 | Пакистан                | Исламабад              | Посольство        | Хазар Фархадов                          |
| 43 | Перу                    | Лима                   | Офис              | Мехди Мамедов (Первый секретарь)        |
| 44 | Польша                  | Варшава                | Посольство        | Наргиз Гурбанова                        |
| 45 | Россия                  | Москва                 | Посольство        | Рахман Мустафаев                        |
| 46 | Румыния                 | Бухарест               | Посольство        | Гусейн Наджафов                         |
| 47 | Саудовская Аравия       | Эр-Рияд                | Посольство        | Шахин Абдуллаев                         |
| 48 | Сербия                  | Белград                | Посольство        | Камиль Хасиев                           |
| 49 | США                     | Вашингтон              | Посольство        | Хазар Ибрагим                           |
| 50 | Таджикистан             | Душанбе                | Посольство        | Алимирзамин Аскаров                     |
| 51 | Туркменистан            | Ашхабад                | Посольство        | Гасан Зейналов                          |
| 52 | Турция                  | Анкара                 | Посольство        | Рашад Мамедов                           |
| 53 | Узбекистан              | Ташкент                | Посольство        | Гусейн Гулиев                           |
| 54 | Украина                 | Киев                   | Посольство        | Сеймур Мардалиев                        |
| 55 | Уругвай                 | Монтевидео             | Офис              | Эмин Ибрагимов (Поверенный в делах)     |
| 56 | Франция                 | Париж                  | Посольство        | Лейла Абдуллаева                        |
| 57 | Хорватия                | Загреб                 | Посольство        | Анар Иманов                             |
| 58 | Черногория              | Подгорица              | Офис              | Азад Нагиев (Консул)                    |
| 59 | Чехия                   | Прага                  | Посольство        | Адиш Мамедов                            |
| 60 | Чили                    | Сантьяго               | Офис              | Камран Агакаримов (Второй секретарь)    |
| 61 | Швейцария               | Берн                   | Посольство        | Фуад Искандеров                         |
| 62 | Швеция                  | Стокгольм              | Посольство        | Заур Ахмедов                            |
| 63 | Эстония                 | Таллин                 | Посольство        | Анар Магеррамов                         |
| 64 | Эфиопия                 | Аддис-Абеба            | Посольство        | Руслан Насибов (Поверенный в делах)     |
| 65 | ЮАР                     | Претория               | Посольство        | Ямин Джафаров (Поверенный в делах)      |
| 66 | Япония                  | Токио                  | Посольство        | Гюрсель Исмаилзаде                      |
| 67 | Ватикан                 | Рим                    | Посольство        | Ильгар Мухтаров                         |
| 68 | Израиль                 | Тель-Авив              | Посольство        | Мухтар Мамедов                          |
| 69 | Албания                 | Тирана                 | Посольство        | Анар Гусейнов                           |
| 70 | Кения                   | Найроби                | Посольство        | Султан Гаджиев                          |
| 71 | Палестина               | Рамалла                | Представительство | Энвер Назарли                           |
| 72 | Словакия                | Братислава             | Посольство        | Вюсал Абдуллаев                         |
| 73 | Афганистан              | Кабул                  | Посольство        | Ильхам Мамедов                          |
| 74 | Оман                    | Маскат                 | Посольство        | Рашад Исмаилов                          |
| 75 | Таиланд                 | Бангкок                | Посольство        | Эльчин Баширов                          |
| 76 | Сирия                   | Дамаск                 | Посольство        | Эльнур Шахгусейнов (Поверенный в делах) |

## Консульства
| СТРАНА ПРЕБЫВАНИЯ | ГОРОД           | ТИП                     | ГЛАВА МИССИИ           |
| ----------------- | --------------- | ----------------------- | ---------------------- |
| Грузия            | Батуми          | Генеральное консульство | Парвиз Исмаилзаде      |
| Иран              | Тебриз          | Генеральное консульство | Алияннаги Гусейнов     |
| Казахстан         | Актау           | Генеральное консульство | Эльмар Мамедов (и.о.)  |
| Казахстан         | Алматы          | Дипломатический офис    | Анар Гусейнзаде        |
| ОАЭ               | Дубай           | Генеральное консульство | Джавидан Гусейнов      |
| Россия            | Санкт-Петербург | Генеральное консульство | Султан Гасымов         |
| Россия            | Екатеринбург    | Генеральное консульство | Шохрат Мустфаев (и.о.) |
| Россия            | Махачкала       | Генеральное консульство |                        |
| Саудовская Аравия | Джидда          | Дипломатический офис    | Али Гадиров            |
| США               | Лос-Анджелес    | Генеральное консульство |                        |
| Турция            | Стамбул         | Генеральное консульство | Нармина Мустафаева     |
| Турция            | Карс            | Генеральное консульство | Нуру Гулиев            |
| Австрия           | Санкт-Пёльтен   | Почетное консульство    |                        |
| Австрия           | Зальцбург       | Почетное консульство    |                        |
| Джибути           | Джибути         | Почетное консульство    |                        |
| Италия            | Генуя           | Почетное консульство    |                        |
| Италия            | Катания         | Почетное консульство    |                        |
| Мальта            | Валетта         | Почетное консульство    |                        |
| Парагвай          | Асунсьон        | Почетное консульство    |                        |
| Словакия          | Братислава      | Почетное консульство    |                        |
| Судан             | Хартум          | Почетное консульство    |                        |
| Украина           | Харьков         | Почетное консульство    |                        |
| Филиппины         | Манила          | Почетное консульство    |                        |
| Чехия             | Карловы Вары    | Почетное консульство    |                        |

## Постоянные миссии при международных организациях
| ОРГАНИЗАЦИЯ                                                       | ГОРОД       | ТИП                          | ГЛАВА МИССИИ       |
| ----------------------------------------------------------------- | ----------- | ---------------------------- | ------------------ |
| АСЕАН                                                             | Джакарта    | Постоянное представительство | Джалал Мирзаев     |
| Африканский союз                                                  | Аддис-Абеба | Постоянное представительство | Руслан Насибов     |
| Всемирная продовольственная программа (ВПП)                       | Рим         | Постоянное представительство | Мамед Ахмедзаде    |
| Всемирная туристская организация (ВТООН)                          | Мадрид      | Постоянное представительство | Рамиз Гасанов      |
| Европейский союз (ЕС)                                             | Брюссель    | Постоянное представительство | Вагиф Садыгов      |
| ИСЕСКО                                                            | Рабат       | Постоянное представительство | Октай Гурбанов     |
| Лига Арабских Государств                                          | Каир        | Постоянный наблюдатель       | Эльхан Полухов     |
| Международная организация гражданской авиации (ИКАО)              | Оттава      | Постоянное представительство | Васиф Абуталибов   |
| Международное агентство по атомной энергии (МАГАТЭ)               | Вена        | Постоянное представительство | Ровшан Садыгбейли  |
| Международный фонд сельскохозяйственного развития (МФСР)          | Рим         | Постоянное представительство | Мамед Ахмедзаде    |
| Организация американских государств                               | Вашингтон   | Постоянный наблюдатель       | Хазар Ибрагим      |
| Организация договора о всеобъемлющем запрещении ядерных испытаний | Вена        | Постоянное представительство | Ровшан Садыгбейли  |
| Организация за демократию и экономическое развитие - ГУАМ         | Киев        | Постоянное представительство | Эльмира Ахундова   |
| Организация исламского сотрудничества                             | Эр-Рияд     | Постоянное представительство | Шахин Абдуллаев    |
| Организация Объединённых Наций (ООН)                              | Нью-Йорк    | Постоянное представительство | Яшар Алиев         |
| Организация Объединённых Наций по промышленному развитию (ЮНИДО)  | Вена        | Постоянное представительство | Ровшан Садыгбейли  |
| Организация по безопасности и сотрудничеству в Европе (ОБСЕ)      | Вена        | Постоянное представительство | Ровшан Садыгбейли  |
| Организация по запрещению химического оружия                      | Гаага       | Постоянное представительство | Рахман Мустафаев   |
| Организация Североатлантического договора (НАТО)                  | Брюссель    | Постоянное представительство | Джафар Гусейнзаде  |
| Организация черноморского экономического сотрудничества (ОЧЭС)    | Стамбул     | Постоянное представительство | Нармина Мустафаева |
| Организация Экономического Сотрудничества (ОЭС)                   | Тегеран     | Постоянное представительство | Али Ализада        |
| Отделение ООН в Вене                                              | Вена        | Постоянное представительство | Ровшан Садыгбейли  |
| Отделение ООН в Женеве (ЮНОГ)                                     | Женева      | Постоянное представительство | Галиб Исрафилов    |
| Отделение ООН в Найроби                                           | Найроби     | Постоянное представительство | Руслан Насибов     |
| Продовольственная и сельскохозяйственная организация ООН (ФАО)    | Рим         | Постоянное представительство | Мамед Ахмедзаде    |
| Совет Европы (СЕ)                                                 | Страсбург   | Постоянное представительство | Фахраддин Исмаилов |
| Содружество Независимых Государств (СНГ)                          | Минск       | Постоянное представительство | Ульви Бахшалиев    |
| ЮНЕСКО                                                            | Париж       | Постоянное представительство | Эльман Абдуллаев   |

## См.также
- Список дипломатических и консульских представительств в Азербайджане
- Внешняя политика Азербайджана